# 톨텐
톨텐(스페인어: Toltén)는 칠레 아라우카니아 주 카우틴 현의 코무나이다.